# Фазылов, Маркиэл Аронович
Маркиэл (Марк) Аронович Фазылов (род. 16 апреля 1954) — советский, узбекский и израильский шашист, международный гроссмейстер, чемпион мира 2000 года по молниеносной игре в русские шашки, неоднократный призёр чемпионатов мира по русским и бразильским шашкам с классическим контролем времени. Трёхкратный чемпион СССР по русским шашкам (1980, 1981, 1990). Заслуженный тренер Республики Узбекистан (2000).

## Спортивная карьера
Подростком Маркиэл Фазылов дважды становился чемпионом СССР по русским шашкам среди юношей. В 1976 году на взрослом чемпионате страны в Ялте он занял четвёртое место, а через год завоевал «бронзу» на чемпионате Вооружённых сил СССР и «серебро» на Кубке СССР.
На чемпионате СССР 1980 года в Гродно Фазылов долго оставался в положении догоняющего, настигнув лидера турнира, киевлянина Михаила Рахунова, только в 13-м туре. После этого они остаток дистанции шли вровень, в последнем туре сыграв между собой и разделив первое место на пьедестале.
Ситуация повторилась год спустя в Киеве. Фазылову снова пришлось на старте турнира догонять лидера — кишинёвца Марка Соколовского, чемпиона страны по игре по переписке. Но в шестом туре в очной встрече самаркандец одержал победу и возглавил турнирную таблицу. Добившись после этого ещё двух побед, остаток турнира Фазылов провёл подчёркнуто миролюбиво, избегая риска, и на финише опередил серебряного призёра на пол-очка. Вторая победа в чемпионате СССР принесла Фазылову титул гроссмейстера СССР, который он завоевал первым не только в Узбекистане, но и во всех среднеазиатских республиках СССР, и десятым во всём СССР. По словам Семёна Бельмана, члена Генерального совета Евроазиатского Еврейского Конгресса, для получения звания гроссмейстера на Фазылова должны были отправить в Москву партийную характеристику, и это условие было выполнено, хотя двукратный чемпион СССР никогда в партии не состоял.
В третий раз чемпионат СССР Фазылов выиграл в 1990 году. С распадом СССР и началом чемпионатов мира по русским шашкам по версии МАРШ, независимых от ФМЖД, Фазылов, выступавший за суверенный Узбекистан, стал их активным участником. Ему удалось завоевать второе место в 1992 году (набрав равное количество очков с чемпионом — россиянином Юрием Королёвым) и разделить третье в 1995 году (некоторые источники называют Фазылова чемпионом мира 1992 года). Норму международного гроссмейстера он выполнил в 1997 году в Ровно, где завоевал серебряную медаль чемпионата мира по бразильским шашкам уже по версии ФМЖД. В 2000 году в Одессе Фазылов, которому накануне было присвоено звание «Заслуженный тренер республики Узбекистан», стал чемпионом мира по молниеносной игре в русские шашки, обыграв в матче за первое место Гаврила Колесова.
Переехав на постоянное жительство в Израиль в 2009 году, Фазылов уже на следующий год стал чемпионом Израиля по бразильским шашкам, набрав в турнире 11 очков из 12 возможных и опередив на очко серебряного призёра — национального гроссмейстера Александра Гантмана. В дальнейшем он занял пост старшего тренера сборной Израиля и вошёл в состав президиума шашечной федерации страны.

### Шашечная библиография
- Фазылов М. А. Мои избранные партии. — Самарканд, 1992. — 176 с. — 3000 экз.

## Общественная и литературная деятельность
С 1992 года Фазылов занимается общественной деятельностью, возрождая еврейскую культуру в Узбекистане. Основал ежемесячную бухарско-еврейскую газету «Шофар» (редактором которой оставался с 1992 по 2009 год), возглавлял еврейский культурный центр в Самарканде. Председатель бухарско-еврейского общества Самарканда. Среди культурных проектов, осуществлённых Фазыловым в Узбекистане при поддержке международных еврейских организаций — съёмки документального фильма о исторических еврейских домах и синагогах (1998), возведение памятника самаркандцам, павшим в годы Великой Отечественной войны (2003), восстановление самаркандского туземно-еврейского музея Исаака Лурье, закрытого в 1935 году (2008).
Выпустил три сборника «Годы, люди, факты» в 1993, 1999 и 2003 годах. После переезда в Израиль опубликовал книги «На пути к истине»,
«Знаменитые купцы — бухарские евреи», «Время собирать алмазы», сотрудничает с газетой «Менора», которую выпускает Всемирный Конгресс бухарских евреев. В 2014 году избран председателем бухарско-еврейской секции Союза русскоязычных писателей Израиля. Организовал проведение в Израиле «чемпионата мира среди бухарских евреев» по шашкам при участии шашистов из Израиля и США, который и выиграл.